# Coppa Italia 2003-2004 (hockey su ghiaccio)
La Coppa Italia 2003-2004 si è svolta con il sistema della final-four tra le prime quattro squadre classificate al termine del primo girone di andata e ritorno del campionato di Serie A: HCJ Milano Vipers, HC Bolzano, SHC Fassa e Asiago Hockey AS.

## Semifinali
```
Gara Unica
 - 6 dicembre 
2003

Milano - Asiago        6-3
Bolzano - Fassa        4-3
```

## Finale
```
Gara Unica
 - 7 dicembre 
2003

Milano - Bolzano       2-4
```

 L'Hockey Club Bolzano si aggiudica la sua prima Coppa Italia.